# Primarias del Partido Republicano de 2008 en Misuri

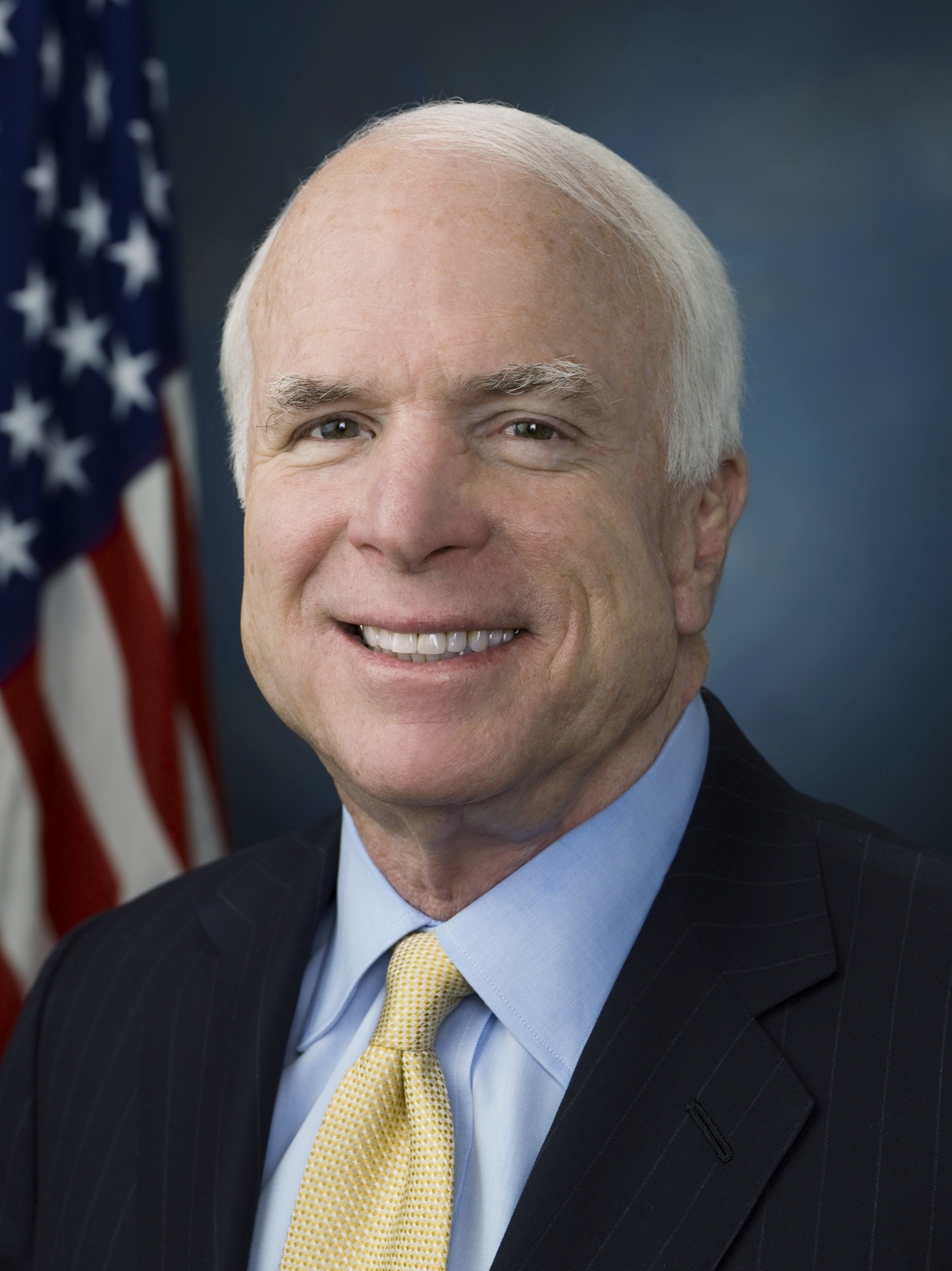
John McCain, obtuvo el 32,97% de los votos en Las primarias presidenciales republicanas de Misuri, 2008

Las primarias presidenciales republicanas de Missouri, 2008 fueron el 5 de febrero de 2008 con un total de 55 de los delegados designados del estado de Misuri, en la cual serán elegidos en la Convención Nacional Republicana de 2008 en el proceso para elegir al presidente número 44 de los Estados Unidos. fue una primaria abierta.

## Resultadoss
| Candidato            | Votes   | Porcentajes | Condados | Delegados |
| -------------------- | ------- | ----------- | -------- | --------- |
| John McCain          | 194,145 | 32.97%      | 32       | 58        |
| Mike Huckabee        | 185,598 | 31.51%      | 72       | 0         |
| Mitt Romney          | 172,414 | 29.28%      | 12       | 0         |
| Ron Paul             | 26,428  | 4.49%       | 0        | 0         |
| Rudy Giuliani*       | 3,593   | 0.61%       | 0        | 0         |
| Fred Thompson*       | 3,101   | 0.53%       | 0        | 0         |
| Alan Keyes           | 894     | 0.15%       | 0        | 0         |
| Duncan Hunter*       | 306     | 0.05%       | 0        | 0         |
| Virgil Wiles         | 124     | 0.02%       | 0        | 0         |
| Tom Tancredo*        | 107     | 0.02%       | 0        | 0         |
| Daniel Ayers Gilbert | 87      | 0.01%       | 0        | 0         |
| Hugh Cort            | 46      | 0.01%       | 0        | 0         |
| Indecisos            | 2,083   | 0.35%       | 0        | 0         |
| Total                | 588,926 | 100%        | 116      | 58        |

*Candidato se ha retirado antes de estas primarias.